# Peter Auto
 (mai 2023).
L'article doit être relu — et modifié si nécessaire — par des contributeurs indépendants pour apporter un regard critique aux contributions effectuées en violation des conditions d'utilisation de Wikipédia, tant sur la forme (notamment concernant le style encyclopédique, la proportionnalité) que sur le fond (la neutralité de point de vue, la qualité et l'indépendance des sources).
 (avril 2020).
 (juin 2022).
Peter Auto est une agence spécialisée dans l'organisation d'événements de compétitions automobiles tels que les rallyes, les concours d'élégance et les courses sur circuit dans le registre de la voiture ancienne. Peter Auto fait partie du Groupe Peter.

## Présentation

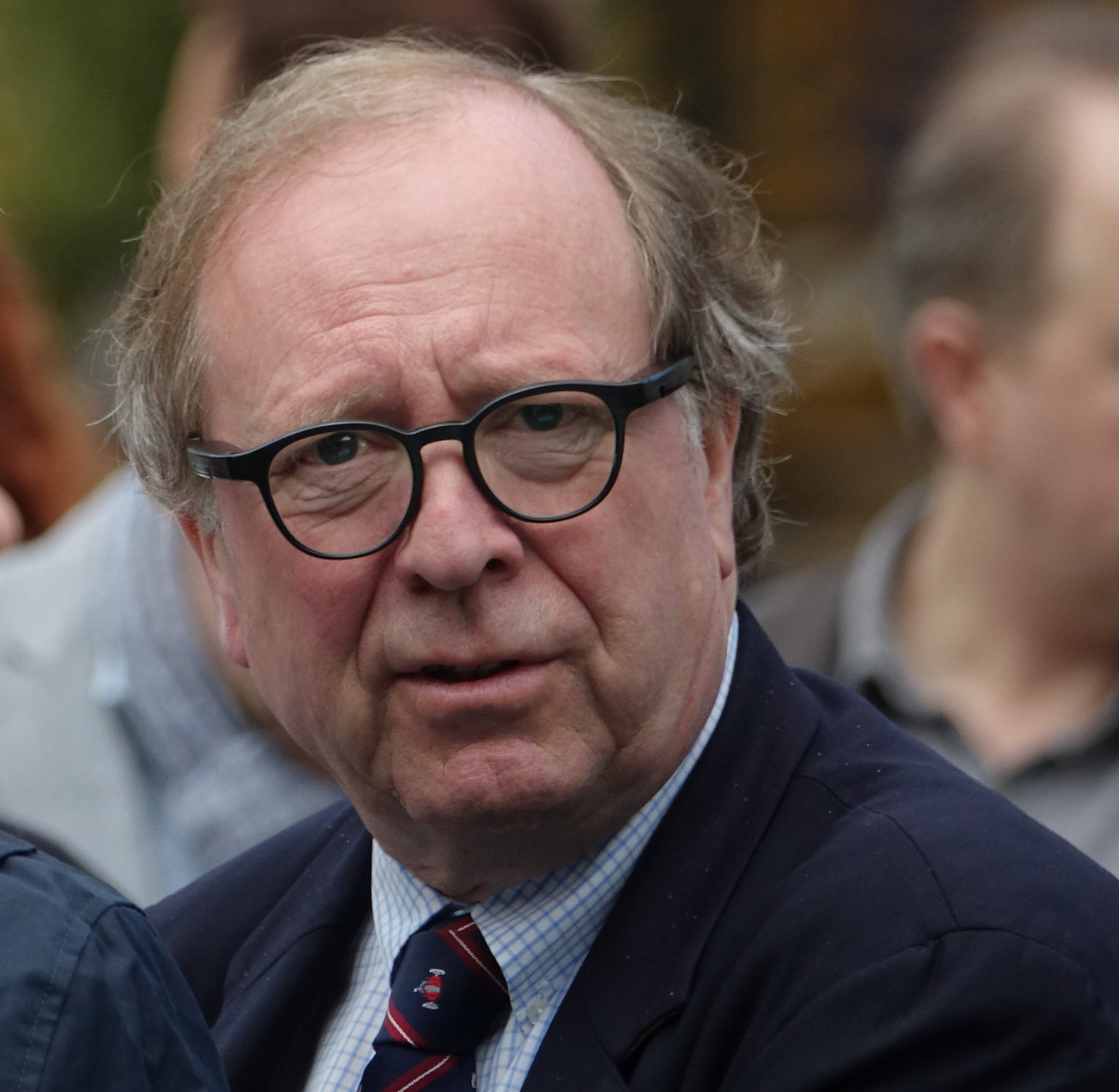
Patrick Peter.

En 1978, Patrick Peter crée l'agence de communication Peter&Associés, spécialisée dans le secteur des biens de consommation, avec sa femme Sylviane. Ils sont par la suite rejoint par Isabel Lebon et Grégory Miellou. C'est à partir de 1982, à la suite de la sollicitation pour la recherche de sponsors d'une association automobile sportive, qui gérait les Coupes de l'Âge d'Or, que l'agence Peter Auto est créée. Rapidement, celle-ci se spécialise dans l'organisation de compétitions automobiles de voitures historiques.
Depuis le début des années 1980, Peter Auto intervient aussi bien dans le domaine de la voiture ancienne que moderne, devenant l’un des acteurs de ces univers.

### Le Groupe Peter
Peter Auto fait partie du Groupe Peter, avec :
- Peter&Associés, société de conseil en communication, relations presse et publiques;
- SAVH, la société organisatrice du « Le Mans Classic », codétenue avec l’Automobile Club de l'Ouest.

### Historique

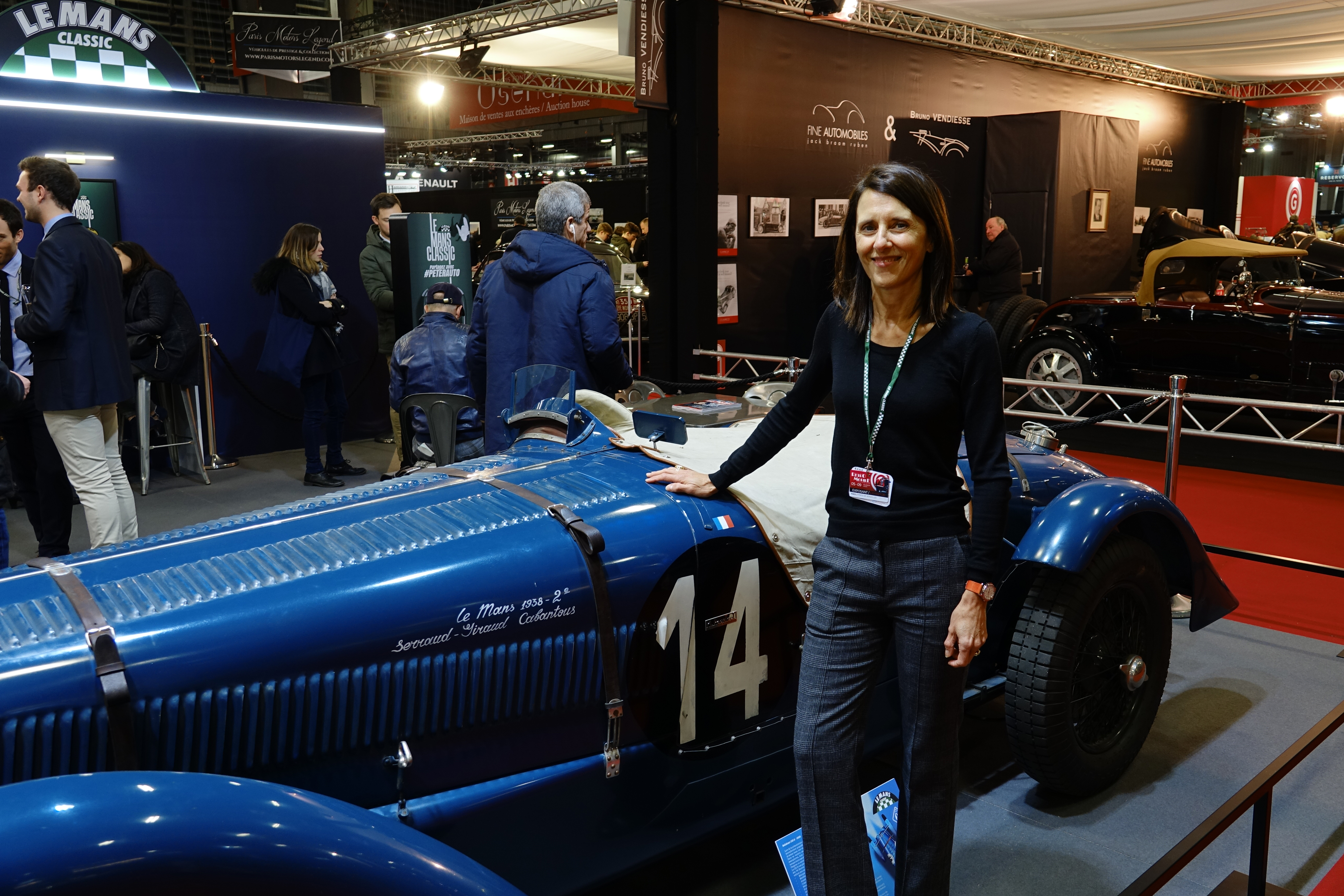
Isabel Lebon.

En 1992, Peter Auto s'est attelé à la renaissance du Tour de France automobile, à travers une rétrospective historique : le Tour Auto, qui deviendra Tour Lissac puis Tour Auto Optic 2000. 
En 1994, l'organisateur, associé au pilote de rallye Bernard Consten, s'est employé à relancer les 1 000 kilomètres de Paris sous la forme d'une compétition de voitures d'endurance et de GT sur l'Autodrome de Linas-Montlhéry. Mais le circuit se dégrade et les normes d'homologation se durcissent. L'autodrome conservera finalement son homologation pour la compétition jusqu'en 2004, mais perdra les 1 000 kilomètres de Paris au terme de sa seconde édition, en 1995[réf. souhaitée].
Patrick Peter s'associe à Stéphane Ratel et Jürgen Barth, et ils créent ensemble en 1994 le Championnat BPR (initiales de Barth Peter Ratel), un championnat d'endurance automobile destiné aux voitures de type Grand Tourisme disputant une douzaine de courses par an dans le monde. En 1997, le BPR passe sous le contrôle de la Fédération internationale de l'automobile (FIA), le rebaptisant Championnat FIA GT, et son organisation est confiée à Stéphane Ratel Organisation (SRO), créée deux ans plus tôt par l'ancien co-organisateur du BPR.

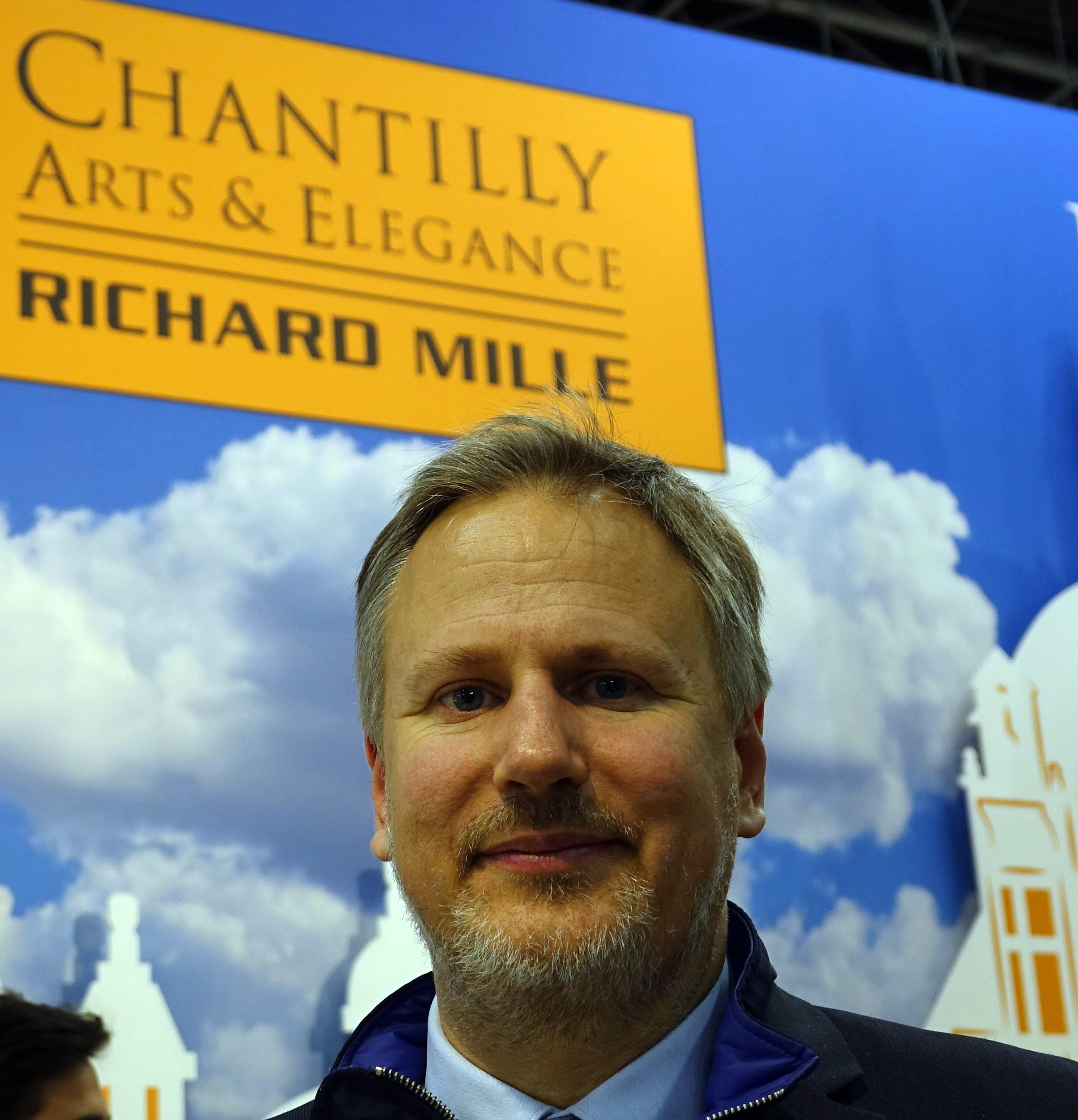
Grégory Miellou.

En 1997, la Fédération française du sport automobile confie à Peter Auto l'organisation[réf. souhaitée] du Championnat de France FFSA GT, une compétition de GT qui s'affrontent sur les circuits de l'hexagone. Après la première édition, Patrick Peter quitte l'organisation pour créer à partir de 1998 le Championnat GTR Euroseries[réf. souhaitée], un championnat automobile destiné aux voitures de type Grand Tourisme, concurrent du Championnat FIA GT. Le GTR Euroseries ne connaître qu'une saison composée de cinq courses.
Peter Auto conclut en 1999 un contrat avec Ferrari pour organiser pendant trois ans le « Shell Historic Ferrari Maserati Challenge », une courses de voitures anciennes pour les clients des voitures de la province de Modène[réf. souhaitée].
Pour l'année 2001, Peter Auto s'emploie à organiser une rétrospective de la Course de côte du Mont Ventoux[réf. souhaitée] née en 1902 et située dans le Vaucluse. Cette édition est appelée « Ronde du Ventoux », car contrairement à la version originale qui est une course de côte où les participants s'arrêtent au sommet[réf. souhaitée], la Ronde du Ventoux est une boucle, évitant ainsi l'attente au sommet, et elle est réservée aux véhicules anciens[réf. souhaitée]. Cette compétition historique est reprise en 2009 sous l'appellation « Ronde du Ventoux Optic 2000 », et se déroule sur les 1 912 m du Mont Ventoux, tous les deux ans, les années impaires.

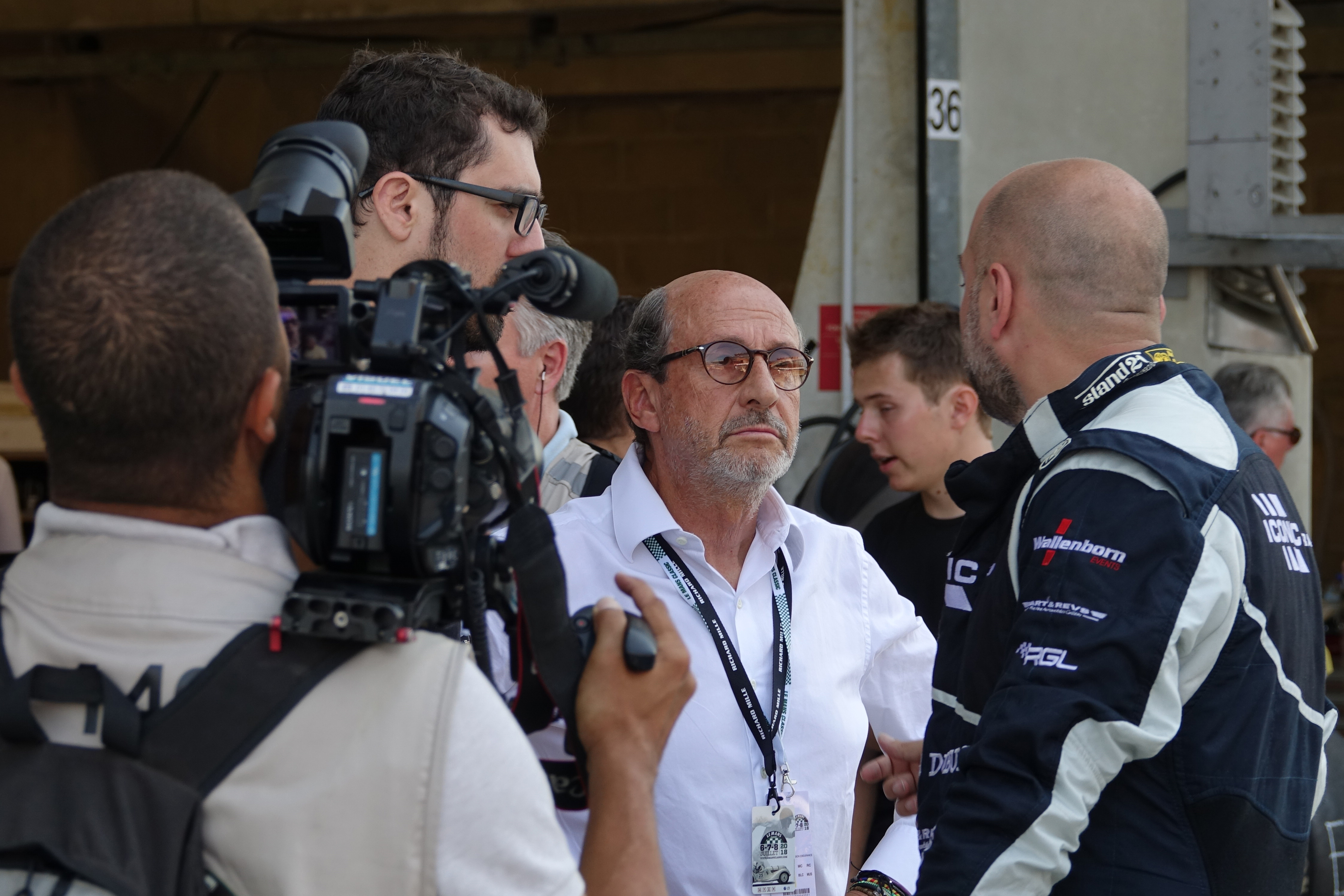
Richard Mille au Mans Classic 2018.

C'est en 2002 que l'organisation d'événementiels automobiles Peter Auto s'associe avec l'horloger Richard Mille et l'Automobile Club de l'Ouest pour présenter une rétrospective d'automobiles de compétition classiques. Ensemble ils créent Le Mans Classic, une manifestation qui se déroule sur le circuit des 24 Heures.
En 2004, en collaboration avec l'Automobile Club de l'Ouest (ACO), Peter Auto lance « Le Mans Endurance Series », un championnat de course automobile d'endurance, inspiré par le succès de l'American Le Mans Series aux États-Unis créé en 1999 par Don Panoz. Les manches composant ce championnat sont des courses de type « endurance », d'une longueur et d'une durée importante. 
Le Mans Classic s'exporte au Japon en devenant Le Mans Classic Japan en 2005, en alternance bisannuelle avec la manifestation sarthoise. L'événement se déroule sur le circuit de Mine, sur l'île japonaise de Honshū. En 2007, l'organisation se déplace à une centaine de kilomètres de Tokyo sur le circuit Fuji Speedway. Les voitures éligibles sont celles qui ont participé aux 24 Heures du Mans entre 1923 et 1979, et le gagnant de chaque grille est automatiquement sélectionné pour l'édition suivante du Mans Classic[réf. souhaitée].
En collaboration avec DSL Organisation,le Gstaad Automobile Club et la manufacture d'horlogerie suisse Audemars Piguet, Peter Auto inaugure le « Gstaad Classic Audemars Piguet » à partir de 2009, un rallye de voitures d'avant 1976, qui se déroule sur trois journées, sur près de 800 km en étoile autour de Gstaad  en Suisse. La centaine d'équipage est engagée en catégorie « régularité » ou « compétition ». Toujours en 2009, Peter Auto organise[réf. nécessaire] les 1 000 kilomètres de Catalogne sur le Circuit de Barcelone.
À partir de 2010, Peter Auto s'associe avec les instances du Circuit Paul-Ricard (anciennement Circuit du Castellet) pour proposer une manifestation sportive faisant concourir des voitures historiques de compétition de l’endurance, du tourisme et de la monoplace, se déroulent tous les ans sur le circuit varois, avec les 9 plateaux de véhicules de compétition et près de 400 voitures de clubs en exposition.
Peter Auto remporte en 2010 l'appel d'offre[réf. nécessaire] pour organiser le Grand Prix de Pau, la course automobile disputée chaque année sur le Circuit de Pau-Ville depuis 1900. Peter Auto gère l'épreuve de 2011 à 2013 avec l'Association Sportive de l’Automobile Club basco-béarnais (ASAC), où il crée deux week-ends événement, l'un classique et l'autre historique.

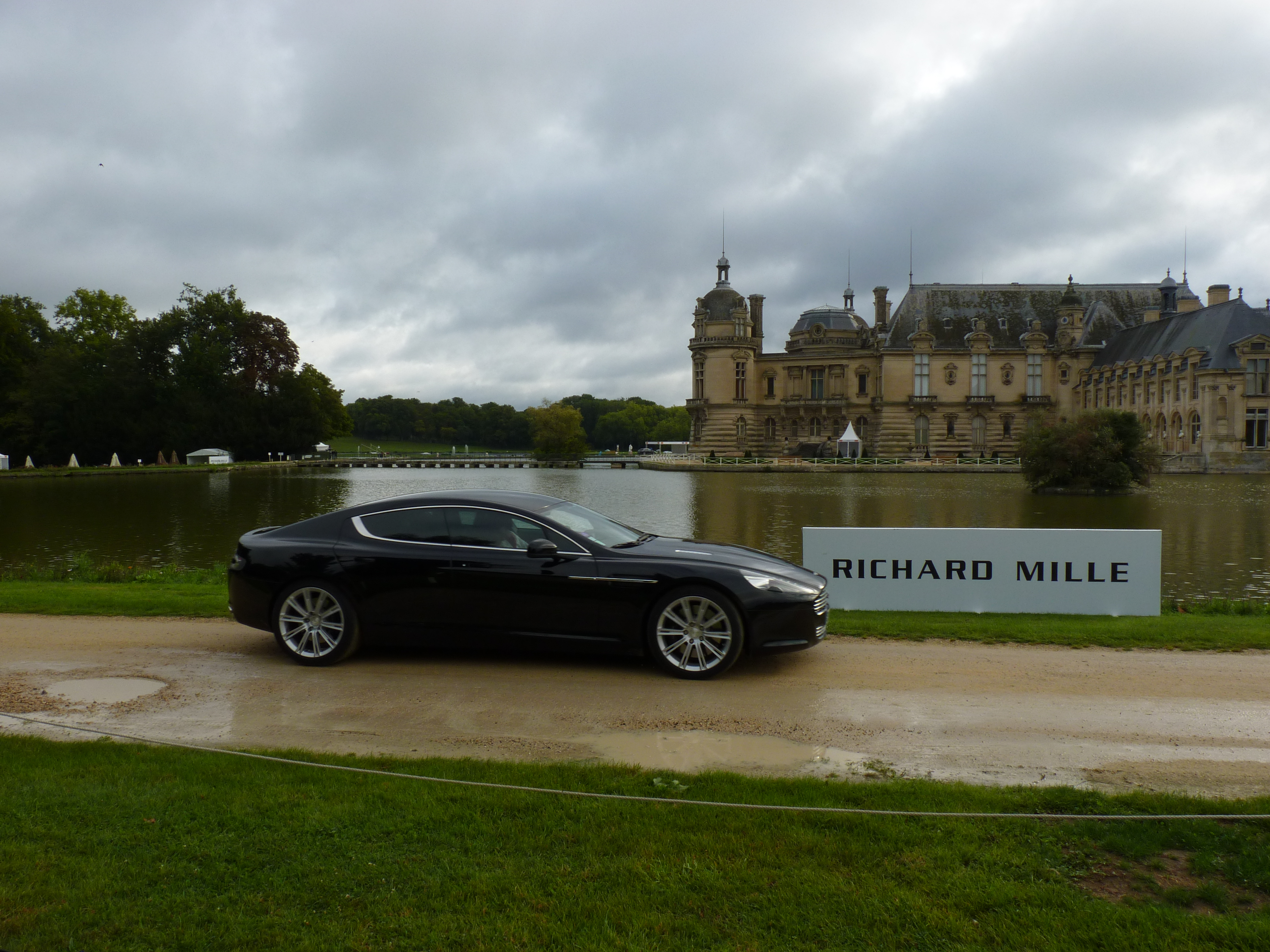
Concours d'élégance de Chantilly.

En 2014, Patrick Peter sort de son registre de compétition d'automobiles historiques pour présenter un nouvel événementiel : le Chantilly Arts & Elegance Richard Mille, un concours d'élégance automobile.
En 2015, Peter Auto organise une compétition de voitures historiques de courses sur l'Autodrome nationale de Monza en Italie. Le Monza Classic rassemble les sept Plateaux by Peter Auto ainsi que le FIA Lurani Trophy et ses Formule Junior.
En 2017, l'organisateur d'événements crée une nouvelle manifestation de véhicules historiques de compétition, le Hungaroring Classic, sur le circuit Hungaroring en Hongrie.
En 2018, deux événementiels automobiles font leur retour dans le calendrier des compétitions organisées :
- du 6 au 8 avril sur le Circuit de Barcelone en Catalogne : le « Espíritu de Montjuïc », dont la dernière édition date de 2013, qui rassemble sept « Plateaux by Peter Auto » historiques.
- du 26 au 28 octobre sur le Circuit d'Imola en Émilie-Romagne : l'Imola Classic dont les dernières éditions se sont déroulées en 2012, 2013 et 2016.

En avril 2018, le Groupe Peter annonce un partenariat avec l'ASO (Amaury Sport Organisation) et l’ACO (Automobile Club de l'Ouest), qui font leur entrée dans le groupe en qualité d’associés minoritaires.
En août 2020, Peter Auto reprend l'organisation du Rallye des Princesses à Viviane Zaniroli épouse de Patrick Zaniroli, qui a créé la compétition en 1999, tout en poursuivant l'association avec la marque de montre de luxe Richard Mille, qui est associée depuis 2015 avec l'épreuve qui est devenue le Rallye des Princesses Richard Mille, et organise la 21è édition en avril 2022, les éditions 2020 et 2021 ayant été annulées en raison de la Pandémie de Covid-19 en France.

## Événementiels

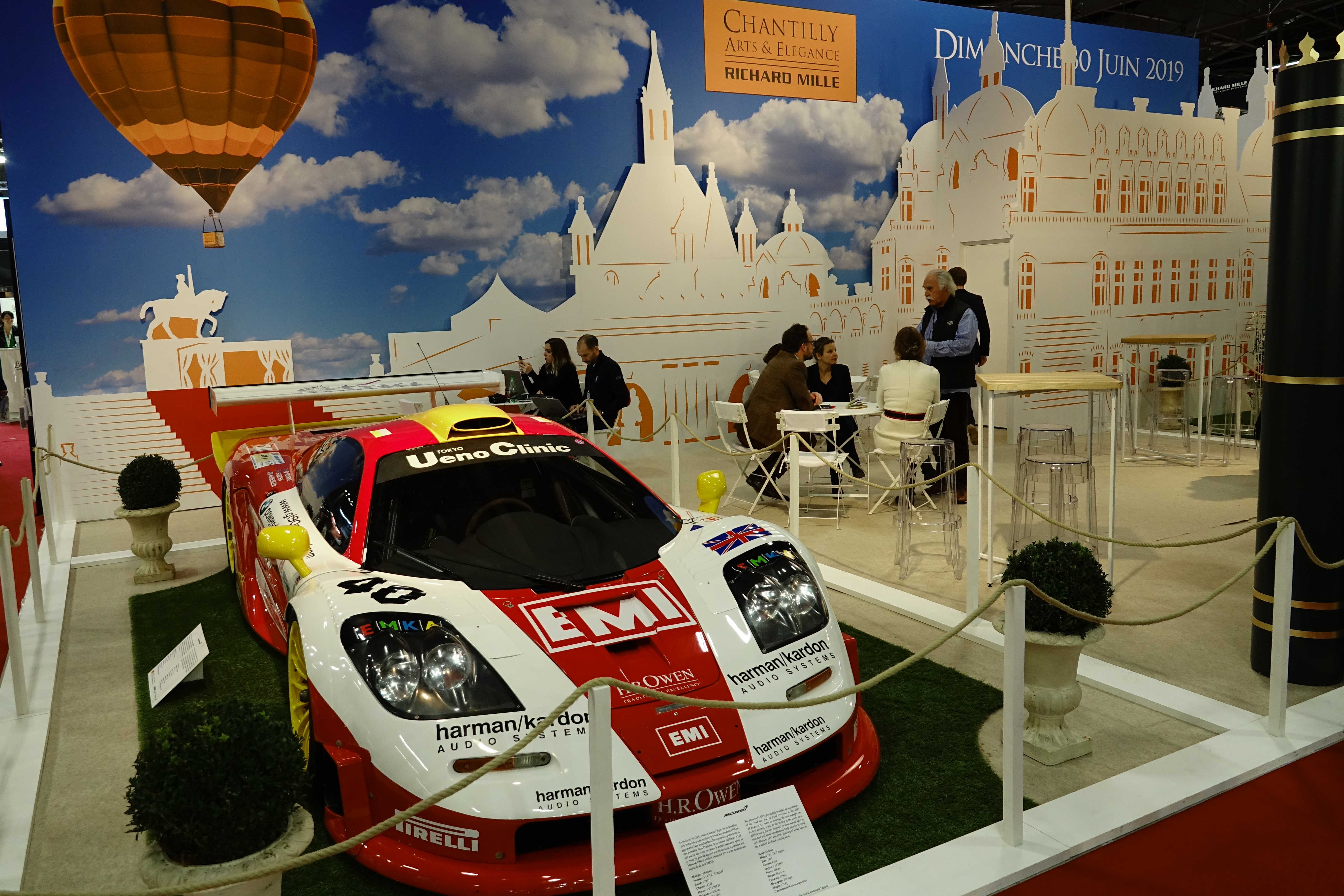
... Rétromobile 2019.

|                 | Compétitions organisées par Peter Auto  | Compétitions organisées par Peter Auto            | Compétitions organisées par Peter Auto | Compétitions organisées par Peter Auto |
| --------------- | --------------------------------------- | ------------------------------------------------- | -------------------------------------- | -------------------------------------- |
| Organisé depuis | Nom de l'événement                      | Ville hôte                                        | Pays                                   | Mois                                   |
| 1992            | Tour Auto Optic 2000                    | Paris (Paris)                                     | France                                 | Avril                                  |
| 2002            | Le Mans Classic                         | Mans (Sarthe)                                     | France                                 | Juillet                                |
| 2010            | Dix Mille Tours du Castellet            | Castellet (Var)                                   | France                                 | Septembre                              |
| 2012            | Imola Classic                           | Autodromo Enzo e Dino Ferrari (Émilie-Romagne)    | Italie                                 | Octobre                                |
| 2011            | Spa Classic                             | Francorchamps (Région wallonne)                   | Belgique                               | Mai                                    |
| 2014            | Grand Prix de l'Âge d'Or                | Prenois (Côte-d'Or)                               | France                                 | Juin                                   |
| 2014            | Chantilly Arts & Elegance Richard Mille | Chantilly (Oise)                                  | France                                 | Juillet                                |
| 2015            | Jarama Classic                          | San Sebastián de los Reyes (Communauté de Madrid) | Espagne                                | Mars - Avril                           |
| 2015            | Monza Historic                          | Monza (Lombardie)                                 | Italie                                 | Juin - Juillet                         |
| 2017            | Hungaroring Classic                     | Mogyoród (Pest)                                   | Hongrie                                | Septembre - Octobre                    |
| 2018            | Rallye des Légendes Richard Mille       | Une ville différente chaque année                 | France                                 | Septembre                              |
| 2018            | Espíritu de Montjuïc                    | Montmeló (Province de Barcelone)                  | Espagne                                | Avril                                  |
| 2020            | Rallye des Pionniers                    | Paris (Paris)                                     | France                                 | Février                                |
| 2021            | Rallye des Princesses                   | Paris (Paris)                                     | France                                 | Avril                                  |

### Tour Auto Optic 2000
Créé en 1899 par l’Automobile Club de France, le Tour de France Automobile est la plus ancienne épreuve de compétition encore en activité. L’événement s'est affaibli dans les années 1980 dû aux contraintes économiques liées à la crise du pétrole. En 1986, se déroulait la 50e et dernière édition du Tour de France Automobile dans sa version d’alors.
En 1992, Peter Auto reprend cet événement historique, sous la forme d'une rétrospective en s’attelant à conserver ce qui a contribué à faire sa renommée et en innovant (nouvel itinéraire, épreuves spéciales nocturnes).
En 2009, le Tour Auto prend le nom de Tour Auto Optic 2000. L'enseigne d'optique devient alors le sponsor principal de l'événement. Le départ est donné du Jardin des Tuileries à Paris, puis du Grand Palais en 2012.
L'épreuve se dispute généralement en six étapes, alliant courses sur circuit, épreuves spéciales et parcs fermés dans les villes-étapes.

### Le Mans Classic

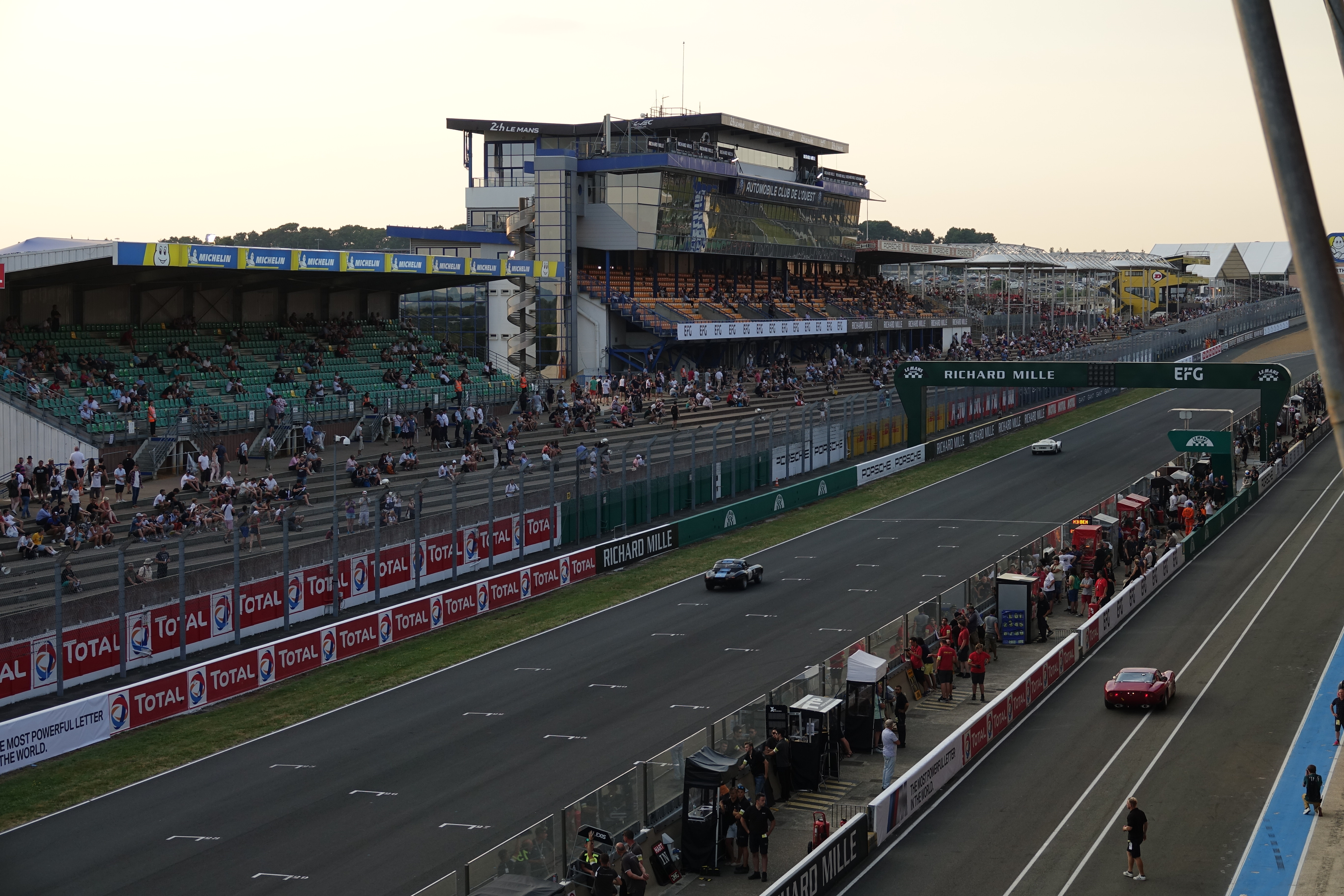
Le Mans Classic.

Le Mans Classic est un événement de rassemblement automobile créé par Peter Auto en association avec l'Automobile Club de l'Ouest en 2002. L'événement se déroule sur le circuit du Mans et offre une rétrospective des mythiques 24 Heures du Mans. Il a lieu tous les deux ans (juillet des années paires). Lors de la 9e édition, ce sont plus de 135 000 spectateurs qui ont fait le déplacement dans la Sarthe pour voir près de 500 voitures de course en piste et 8 500 voitures de collection. BMW est présent avec des modèles historiques tels que les BMW 328, BMW 3.0 CSL, BMW 3.5 CSL, BMW M1 et la BMW 2002.

### Dix Mille Tours du Castellet
Les Dix Mille Tours du Castellet est une compétition annuelle de voitures historiques de compétition (VHC) réunit par catégorie, qui se déroule le premier week-end de septembre sur le Circuit du Castellet (Circuit Paul-Ricard), organisée depuis 2010 par l'organisateur d'événementiels automobiles Peter Auto. En 2010, Patrick Peter, président de Peter Auto, s'associe avec les instances[réf. nécessaire] du Circuit Paul-Ricard (anciennement Circuit du Castellet), pour créer une manifestation sportive faisant concourir des voitures historiques de compétition de l’endurance, du tourisme et de la monoplace sur le circuit varois. Les véhicules sont classés par plateaux et représentent un panel d'automobile de compétition des années 1950 à 2000. Durant l'année 2018, ce sont près de 15 000 spectateurs qui se sont déplacés pour admirer les Ferrari 250 GT, Shelby Cobra ou Ford GT 40.

### Chantilly Arts & Elegance Richard Mille
Chantilly Arts & Elegance Richard Mille est un événement créé par Peter Auto. L'organisateur sort de son registre de compétitions historiques pour créer un concours qui remémore les concours d'élégance qui se tenaient en France dans les années 1920. Ce concours se tient, initialement tous les ans puis tous les deux ans à partir de 2017, dans le domaine du Château de Chantilly.

### Espíritu de Montjuïc
Le Circuit de Barcelone reçoit, en avril 2018, l'Espíritu de Montjuïc avec 212 voitures de compétition sur sept des huit plateaux by Peter Auto. Des voitures de collection sont exposées lors de l'événementiel.